# نازك
نازك (14 أكتوبر 1928 - 26 مارس 1999)، مغنية وممثلة لبنانية عاشت فترة في مصر.
شاركت في أعمال تمثيلية وغنائية متوعنة أول أعمالها هو فيلم كل دقة في قلبي مع المغني محمد فوزي واستمرت بعدها في الغناء. ومن اغانيها متقولش كنا.
تنتمي إلى عائلة ليبية استقرت في بيروت.

## أعمالها التمثيلية

### من الأفلام
- كل دقة في قلبي (1959).

## من أغانيها
| - الله أكبر في الإسلام عزتنا - كل دقة في قلبى - كتبوا كتابك - ولو يااسمر ولو - ليلة - كنا وكان - الحرية - الحق عليك - القاهرة والنيل - الكلام ال قولته - النور - انا الربيع ياجميلة - انا والنجوم صاحين - انتي ياامي - انجم المساء - ايامي - بكره ولا بعد بكره - تلات نجمات - جددت حبك - جمال الروح | - خفقات قلبي - خلي الامل فكرتك - دوامة - رسالتي إليك حبيبي - رساله حبيبي - سكن الليل - شو ما بتدري - صحيح جمبي يانور قلبي - صدقني - عجبت الحب - فاكرك وفاكرني - فرحانين بالوحدة - كل يوم توعدني - لبس الجلابية - لمن شفتك حبيبي - ما يهونش عليك - مافيش في الدنيا - ياحلو تحت التوتة - في غلطتك سامحتك - ياقلب ليتك |

## روابط خارجية
- نازك على موقع الدهليز
- نازك على موقع قاعدة بيانات الأفلام العربية
- نازك على موقع ديسكوغز (الإنجليزية)